# Ludwik Maciejewski
Ludwik Maciejewski (ur. 20 sierpnia 1890 w Królikowie, zm. 18 grudnia 1964 w Katowicach) – polski działacz niepodległościowy i związkowy, polityk, senator w II RP.

## Życiorys

### Wykształcenie
Ukończył dwuletnią szkołę handlową w Poznaniu.

### Działalność niepodległościowa
Od 1904 roku był członkiem „Sokoła” w Poznaniu i na Śląsku. W latach 1919–1921 należał do Polskiej Organizacji Wojskowej Górnego Śląska, był uczestnikiem II i III powstania śląskiego (w którym był komendantem placu w kilku osadach górniczych k. Bytomia). W 1920 roku był sekretarzem Polskiego Komitetu Plebiscytowego na powiat Bytom.

### Praca zawodowa i polityczna
Od 1910 roku pracował w polskich przedsiębiorstwach w Katowicach, Królewskiej Hucie i Bytomiu, był jednym z animatorów amatorskiego ruchu teatralnego na Górnym Śląsku (w 1920 roku zorganizował stały teatr objazdowy). W czasie I wojny światowej służył w armii niemieckiej. Pracował przymusowo w fabryce azotowej w Królewskiej Hucie (Chorzów).
W listopadzie 1918 roku zatrudnił się jako pracownik biurowy w Bytomiu, gdzie założył Koło Młodzieży Kupieckiej (w tymże roku) oraz zorganizował i został kierownikiem sekretariatu okręgowego poznańskiego Związku Handlowców (1921).
W czasie całego okresu międzywojennego (w latach 1922–1939) przewodniczył Głównemu Komitetowi Wykonawczemu Polskiego Związku Pracowników Przemysłowych, Biurowych i Handlowych w Katowicach (którego był założycielem), w latach 1924–1925 był wiceprezesem Zrzeszenia Polskich Pracowniczych Związków Zawodowych w Warszawie i członkiem Rady Naczelnej Związku Handlowców w Poznaniu, od 1929 roku był członkiem zarządu Federacji Związku Zawodowego Pracowników Umysłowych (ZZPU), od 1933 roku – przewodniczącym Komisji Porozumiewawczej Polskich ZZPU na Górnym Śląsku, od 1934 roku – członkiem Rady Naczelnej i Komitetu Wykonawczego Unii ZZPU.
W latach 1922–1927 założył i następnie był redaktorem upełnomocnionym „Echa Pracownika Śląskiego” w Katowicach, w latach 1931–1936 był redaktorem naczelnym, a potem znów redaktorem upełnomocnionym tego czasopisma.
Był również członkiem Związku Powstańców Śląskich.
W 1935 roku został senatorem IV kadencji (1935–1938) powołanym przez Prezydenta RP Ignacego Mościckiego. Pracował w komisjach: administracyjnej (1937–1938), gospodarczo-skarbowej (1935–1936) i społecznej (1937–1938).

### W czasie i po II wojnie światowej
W czasie II wojny światowej przebywał z rodziną w Warszawie. W 1940 roku wyjechał do Lubartowa, gdzie uczestniczył w tajnym szkolnictwie zawodowym i od 1944 roku pracował w powiatowej spółdzielni rolniczo-handlowej.
Od lutego 1945 roku był organizatorem (z ramienia Delegata Rządu Tymczasowego) administracji przemysłu ciężkiego w Katowicach i do grudnia tego roku pracował w Centralnym Zarządzie Przemysłu Hutniczego, następnie kierował działem socjalnym Zjednoczenia Przemysłu Węglowego.
Należał do PPS, następnie do PZPR. Był działaczem Spółki Brackiej w Tarnowskich Górach, PZZ, Związku Weteranów Powstań Śląskich i członkiem zarządu oddziału powiatowego i zastępcą sekretarza ZBoWiD, wreszcie przewodniczącym Miejskiego Komitetu Pomocy Społecznej.
Zmarł 18 grudnia 1964 roku w Katowicach. Pochowany na Cmentarzu przy ul. Francuskiej (kwatera CI D-359).

## Życie prywatne
Był synem Jana, ślusarza, i Ewy z domu Brylskiej. Ożenił się 17 listopada 1923 roku z Heleną Anną Wochnik. Mieli syna Mariana (ur. 1928).

## Ordery i odznaczenia
- Krzyż Niepodległości (20 lipca 1932)[4]
- Krzyż Oficerski Orderu Odrodzenia Polski (11 listopada 1937)[5]
- Śląski Krzyż Powstańczy (1958)
- Srebrny Krzyż Zasługi (11 listopada 1934)[6]
- Krzyż na Śląskiej Wstędze Waleczności i Zasługi (1922)
- Medal Zwycięstwa i Wolności 1945 (1959)[2]